# Persönlichkeiten der Justus-Liebig-Universität
Diese Liste enthält Persönlichkeiten, die an der Universität Gießen gelehrt, studiert oder anderweitig gewirkt haben. Die Liste erhebt keinen Anspruch auf Vollständigkeit.
| Name | Tätigkeit                                                                                                  | Verbindung zur JLU |
| --- | --- | --- |
| A | | |
| Georg Ludwig Alefeld (1732–1774) | Mediziner und Physiker                                                                                     | Professor für Medizin und Physik |
| Ulrike Ackermann (* 1957) | Politikwissenschaftler                                                                                     | Promotion zum Dr. rer. soc., Forscherin/Institutsgründerin mit dem Schwerpunkt Freiheitsforschung |
| Alexandra Althoff (* 1977) | Theatermacherin, Dramaturgin, akademisch Lehrende (Max Reinhardt Seminar in Wien)                          | Studium der Angewandten Theaterwissenschaft an der JLU |
| Manfred Aschke (1950–2023) | Präsident des Thüringer Verfassungsgerichtshofs                                                            | Promotion, Habilitation und Honorarprofessor in Gießen |
| B | | |
| Johann Wilhelm Baumer (1719–1788) | Mediziner, Physiker und Mineraloge                                                                         | Professor für Medizin und Professor für Chemie und Mineralogie |
| Albrecht Beutelspacher (* 1950) | Mathematiker                                                                                               | Professur für Diskrete Mathematik und Geometrie, Gründer des Mathematikums |
| Eduard von Boguslawski (1905–1999) | Agrarwissenschaftler                                                                                       | Pflanzenbauwissenschaftler u. a. auf Rauischholzhausen |
| Ludwig August Boßler (1838–1913) | Philologe, Gymnasialdirektor, Ortsnamenforscher und Botaniker                                              | Studium der Mathematik und der Naturwissenschaften |
| Christian Ludwig Boßler (1810–1877) | Altphilologe, Gymnasialprofessor und Direktor                                                              | Studium der Philologie, Altertumskunde und Geschichte |
| Georg Büchner (1813–1837) | Schriftsteller, Mediziner und Revolutionär                                                                 | Studium der Medizin |
| Johann Philipp Burggrav (1673–1746) | Arzt | Studium der Medizin |
| C | | |
| David Christiani (1610–1688) | Mathematiker und Theologe                                                                                  | Professor für Mathematik und Theologie |
| Günter Cleffmann (* 1928) | Zoologe | ab 1971: Ordinarius, Direktor des Instituts für Tierphysiologie |
| Wilhelm Curtmann (1802–1871) | Pädagoge                                                                                                   | Studium der Theologie, Philologie und Poesie |
| D | | |
| Gerhard Dautzenberg OFM (1934–2019) | katholischer Theologe                                                                                      | Professor für Religionswissenschaft (ab 1972) |
| E | | |
| Heinz Eder (* 1925) | Tiermediziner                                                                                              | 1953 Promotion, 1967 Habilitation und seit 1970 Ordinarius für Veterinärphysiologie |
| Otfrid-Reinald Ehrismann (* 1941) | Mediävist                                                                                                  | 1972 Habilitation und Professor am Bereich für Sprache |
| Johann Georg Estor (1699–1773) | Jurist, Genealoge und ein Wegbereiter der modernen Heraldik                                                | Promotion zum Lic. iur., Professor für Rechtswissenschaften |
| F | | |
| Wolfgang Frey (* 1942) | Botaniker                                                                                                  | 1978 bis 1981 Professor für Botanik |
| Robert Fricke (1895–1950) | Chemiker                                                                                                   | 1922 Promotion zum Dr. med. |
| Wolfgang Friedt (* 1946) | Agrarwissenschaftler                                                                                       | 1985 bis 2013 Professor für Pflanzenzucht |
| Karl Friedrich Emil Fries (1813–1853) | Agrarwissenschaftler                                                                                       | wurde 1846 unter Liebig promoviert |
| G | | |
| Herbert Grabes (1936–2015) | Philologe                                                                                                  | ab 1970 ordentlicher Professor für Englische und Amerikanische Literatur (Lehrstuhl III) |
| H | | |
| Georg Haas (1886–1971) | Mediziner und Begründer der Hämodialyse                                                                    | 1914–1916 Mediziner an der Medizinischen Klinik der Universität, 1916 Habilitation, 1921 erhielt er eine außerordentliche Professur |
| Ernst Habermann (1926–2001) | Pharmakologe und Toxikologe                                                                                | 1966–1993 Leiter des Rudolf-Buchheim-Institut für Pharmakologie am Fachbereich Medizin |
| Hermann Hager (1923–1986), | Neuropathologe, ab 1968 Lehrstuhlinhaber                                                                   | Institutsdirektor |
| Wilhelm Hanle (1901–1993) | Physiker                                                                                                   | 1941–1969 Professor für Physik |
| Philipp Ludwig Hanneken (1637–1706) | Theologe                                                                                                   | Student der Philosophie und Theologie, Promotion in Theologie und Professor für Redekunst und Theologie |
| Jörn Happel (* 1978) | Historiker                                                                                                 | Studium |
| Georg Ludwig Hartig (1764–1837) | Forstwissenschaftler, Pionier des Prinzips der Nachhaltigkeit in der Forstwissenschaft                     | Studium (Kameralwissenschaft) |
| Lothar Heffter (1862–1962) | Mathematiker                                                                                               | 1888 Habilitation, außerordentlicher Professor |
| Friedrich Wilhelm Hensing (1719–1745) | Mediziner                                                                                                  | Professor für Medizin |
| Alexander Herrmann (1900–1981) | HNO-Arzt                                                                                                   | außerordentlicher Professor für HNO-Heilkunde |
| Wilhelm Friedrich Hezel (1754–1824) | Orientalist und Theologe                                                                                   | ordentlicher Professor der orientalischen Literatur, 1793 Rektor, ab auch 1800 Bibliothekar |
| Julius Hubert Hillebrand (1819–1868) | Rechtswissenschaftler                                                                                      | Studium, Habilitation 1844 |
| Gregor Horstius (1578–1636) | Anatom und Mediziner                                                                                       | 1608–1622 Professor für Anatomie und Botanik |
| Björn Höcke (* 1972) | rechtsextremer Politiker                                                                                   | 1993–1998 Lehramtsstudent für Sport und Geschichte |
| Johann Christian Hundeshagen (1783–1834) | Forstwissenschaftler                                                                                       | Professor für Forstwissenschaften und Leiter der Forstlehranstalt |
| J | | |
| Irene Jung (* 1954) | Historikerin und Archivarin                                                                                | Studium der Germanistik und Geschichte. Promotion in Germanistik. |
| Ludwig Jungermann (1572–1653) | Mediziner und Botaniker                                                                                    | 1614–1625 Professor für Anatomie und Botanik, war auch Dekan der Medizinischen Fakultät und Rektor der Universität, legte den Botanischen Garten an |
| Rudolf von Jhering (1818–1892) | Rechtswissenschaftler                                                                                      | Professor der Rechte |
| K | | |
| Hans Heinrich Kaminsky (1938–2018) | Historiker                                                                                                 | Professor für Mittelalterliche Geschichte und Historische Hilfswissenschaften, speziell hessische Landesgeschichte |
| Johann Friedrich Kayser (1685–1751) | Rechtswissenschaftler und Hochschullehrer                                                                  | Student, Professor der Rechte, Universitätssyndikus, Inspektor der Universitätsfinanzen |
| Gerhard Köbler (* 1939) | Rechtswissenschaftler                                                                                      | Professor für Rechtswissenschaften |
| Johann Christoph Koch (1732–1808) | Rechtswissenschaftler                                                                                      | Professor der Rechte, Universitätssyndikus und Kanzler der Universität |
| Johann Kitzel (1574–1627) | Mathematiker und Rechtswissenschaftler                                                                     | ordentlicher Professor der Mathematik und der Rechte |
| Franz Kuhn (1866–1929) | Chirurg | Assistenzarzt an der Medizinischen und Chirurgischen Universitätsklinik |
| Herbert Kaufmann (* 1941) | Augenarzt, Strabologe und Neuroophthalmologe                                                               | Professor für Augenheilkunde, Direktor der Universitäts-Augenklinik der JLU |
| L | | |
| Manfred Landfester (1937–2024) | klassischer Philologe                                                                                      | Professor für Klassische Philologie (Griechische Philologie) |
| Johann Christian Lange (1669–1756), | Geistlicher, Theologe, Kirchenlieddichter und Hochschullehrer                                              | Professor der Moralphilosophie und Metaphysik, Dekan und Rektor |
| Johann Georg Friedrich Leun (1757–1823) | Philosoph, Theologe und Geistlicher                                                                        | außerordentlicher Professor der Philosophie |
| Justus von Liebig (1803–1873) | Chemiker und u. a. „Erfinder“ des Backpulvers und des Brühwürfels                                          | 1824–1853 Professor für Chemie und Pharmazie und Namensgeber der Universität |
| Johann Georg Liebknecht (1679–1749) | Mathematiker, Theologe und Superintendent in Gießen                                                        | Professor für Mathematik und Theologie und Rektor der Universität |
| Wilhelm Liebknecht (1826–1900) | Politiker und Gründungsmitglied der SPD                                                                    | Studiums der Theologie, Philologie und Philosophie |
| Oskar Lieven (1852–1912) | russischer Chemiker und Unternehmer                                                                        | Promotion in Chemie |
| Johann Nepomuk Locherer (1773–1837) | Geistlicher und Theologe                                                                                   | ordentlicher Professor für Theologie |
| Jonathan Michael Athanasius Löhnis (1788–1855) | katholischer Theologe, Geistlicher und Hochschullehrer                                                     | ordentlicher Professor für Theologie |
| Egid von Löhr (1784–1851) | Professor für Rechtswissenschaften                                                                         | Primarius der Juristenfakultät |
| Manuel Lösel (* 1965) | Schulleiter und Staatssekretär                                                                             | Studium der Musikpädagogik, Musikwissenschaft sowie Erziehungswissenschaften |
| M | | |
| Wangari Maathai (1940–2011) | Wissenschaftlerin, Politikerin und Friedensnobelpreisträgerin                                              | absolvierte einen Großteil ihrer akademischen Karriere im Rahmen der Universitätspartnerschaften Gießen – Nairobi (1965 wurde Maathai Assistentin bei dem früheren Gießener Veterinärmediziner Reinhold Hofmann in Nairobi), 1967–1969 Aufenthalt an den Universitäten Gießen und München im Rahmen eines Doktoranden-Stipendiums des Deutschen Akademischen Austauschdienstes (DAAD) und 1992 Verleihung der Ehrendoktorwürde vom Fachbereich Veterinärmedizin |
| Theodor Marezoll (1794–1873) | Jurist und Hochschullehrer                                                                                 | Professor der Rechtswissenschaften 1817–1837 |
| Wilhelm Ludwig von Maskowsky (1675–1731) | Staatsmann                                                                                                 | Kanzler der Universität |
| Friedrich Karl Meier (1808–1841) | Professor der Theologie 1836–1841                                                                          | evangelischer Theologe |
| Meertinus Meijering (1933–2024) | Biologe | Studium der Biologie ab 1952, Promotion 1958, Habilitation 1971 |
| Balthasar Mentzer der Ältere (1565–1627) | Theologe                                                                                                   | Professor für Theologie |
| Ilja Iljitsch Metschnikow (1845–1916) | Zoologe, Anatom, Bakteriologe und Medizinnobelpreisträger                                                  | 1864–1865 Studium am Zoologischen Institut |
| Anton Heinrich Mollenbeck (1622–1693) | Rechtswissenschaftler und Hochschullehrer                                                                  | 1669–1693 Professor der Rechte |
| Bernhard Ludwig Mollenbeck (1658–1720) | Rechtswissenschaftler                                                                                      | Studium, Promotion, Professor der Ethik, Politik und Rechte, Universitätskanzler |
| Johann Heinrich Mollenbeck (1669–1739) | Rechtswissenschaftler und Hochschullehrer                                                                  | Studium, Promotion, Professor der Rechte und Politik |
| Johann Stephan Müller (1730–1768) | lutherischer Theologe, Geistlicher und Hochschullehrer                                                     | 1763–1768 Professor der Theologie |
| N | | |
| Philipp Andreas Nemnich (1764–1822) | Lexikograf, Publizist und Jurist                                                                           | 1786 Lic. iur. in Gießen |
| August Nodnagel (1803–1853) | Dichter | 1822 bis 1825 Student der Theologe |
| Ansgar Nünning (* 1959) | Anglist und Literaturwissenschaftler                                                                       | seit 1996 Professor für Englische und Amerikanische Literatur- und Kulturwissenschaft |
| O | | |
| Margarete Oevel (1899–1986) | Sozialpolitikerin und Diplomatin, Promotion 1922 Gießen                                                    | von 1956 bis 1962 Konsulin im Konsulat Linz; zweite Ehefrau von Friedrich Lenz |
| Frank Ordon (* 1963) | Agrarwissenschaftler Habilitation 1998 Gießen                                                              | seit 2012 Professor für Pflanzenzüchtung in Halle, seit 2016 zusätzlich Vizepräsident des JKI Quedlinburg |
| P | | |
| Friedrich Pagenstecher (1793–1864) | Studium der Forstwissenschaft                                                                              | Oberforstrat |
| Moritz Pasch (1843–1930) | Mathematiker, Habilitation (1970) und später Professor (1873–1911) in Gießen                               | insbesondere für seine Arbeiten zur Geometrie bekannt, das Axiom von Pasch ist nach ihm benannt |
| R | | |
| Christian Rauch (1877–1976) | Kunsthistoriker                                                                                            | Professor für Kunstgeschichte, baute das kunstgeschichtliche Institut auf, mehrfacher Dekan der Philosophischen Fakultät und Ehrensenator der Universität |
| Hugo von Ritgen (1811–1889) | Architekt                                                                                                  | Inhaber des Lehrstuhls für Architektur und Ingenieurwissenschaften sowie Präsident der Universität |
| S | | |
| Joachim von Sandersleben (* 1922) | Tiermediziner                                                                                              | Student, ab 1960 Dozent, ab 1966 Professor |
| Georg Sandhaas (1823–1865) | Rechtswissenschaftler, Rechtshistoriker und Hochschullehrer                                                | 1840–1844 Stud, 1849 Prom. und Habil., 1849–1857 a.o. Professor der Rechte |
| Johann Christian Gottlieb Schaumann (1768–1821) | Philosoph und Pädagoge                                                                                     | 1794–1821 Professor der Philosophie, ab 1805 Pädagogiarch |
| Gustava Schefer-Viëtor (1932–2016) | Pädagogin, Erziehungswissenschaftlerin, Geschlechterforscherin und Feministin                              | Lehramtsstudium in Französisch, Musik und Religion |
| Johann August Schlettwein (1731–1802) | Nationalökonom und Vertreter des Physiokratismus                                                           | 1777–1785 Professor für ökonomische Wissenschaften und ständiger Dekan der Ökonomischen Fakultät |
| Johann Nikolaus Scheuer (* 1950) | Richter | Studium der Rechtswissenschaft ab 1971 |
| Charlotte Heidenreich von Siebold (1788–1859) | gilt als erste Frauenärztin Deutschlands                                                                   | 1817 Promotion zur Doktorin der Geburtshilfe mit der Arbeit „Ueber die Schwangerschaft außerhalb der Gebärmutter und über Bauchhöhlenschwangerschaft insbesondere“ (damit zweite promovierte Ärztin Deutschlands) |
| Friedrich Wilhelm Daniel Snell (1761–1827) | Philosoph, Historiker und Mathematiker                                                                     | Studium, Professor der Philosophie und Geschichte |
| Erwin Stein (1903–1992) | Politiker (CDU), Richter des Bundesverfassungsgerichts und einer der Väter der hessischen Landesverfassung | Studium der Rechtswissenschaften, als Politiker Mitinitiator des „Gesetzes zur Errichtung der Justus Liebig-Hochschule“, Ehrensenator der Universität und Namensgeber des Universitätsverwaltungsgebäudes in der Goethestraße 58 |
| Johann Wilhelm Christian Steiner (1785–1870) | Topograph, Historiker und Jurist                                                                           | Studium der Rechte von 1804 bis 1807, 1832 Dr. iur., 1858 Dr. phil. |
| V | | |
| Philipp Friedrich Wilhelm Vogt (1789–1861) | Mediziner                                                                                                  | Professor der Medizin |
| W | | |
| Immanuel Weber (1659–1726) | Historiker und Rechtswissenschaftler                                                                       | Professor der Geschichte, Professor der Rechte, Universitätssydikus, Universitätsbibliothekar, Vizekanzler |
| Peter Wehrheim (* 1964) | Agrarökonom                                                                                                | Studium der Agrarökonomie, Promotion in Agrarökonomie |
| Johann Weinmann (1599–1672) | lutherischer Theologe                                                                                      | Studium der Philosophie und Philologie, Promotion im Bereich Theologie |
| Friedrich Gottlieb Welcker (1784–1868), | Philologe und Archäologe                                                                                   | Studium der klassischen Philologie, Privatdozent an der theologischen Fakultät und Professor für griechische Literatur und Archäologie |
| Joseph Winkler (1809–1886) | Theologe                                                                                                   | Student Theologie |
| - Theodorus Vietor, Theologe (Prof. 1625–1639) - Johann Georg Rosenmüller (1736–1815), Theologe - August Friedrich Wilhelm Crome (1753–1833), Professor für Kameralistik - Ferdinand von Ritgen (1787–1867), Professor der Medizin - Carl Theodor Welcker (1790–1869), Staatsrechtler - Heinrich Buff (1805–1878), Schüler Liebigs und Professor für Physik - Hermann Wasserschleben (1812–1893), Rechtshistoriker und Kanzler (1875–1883) - Carl Vogt (1817–1895), Professor für Zoologie, Mitglied des Paulskirchenparlaments, Reformator der Universität Genf - Moriz Carrière (1817–1895), Philosoph und Schriftsteller - Alfred Clebsch (1833–1872), Mathematiker - Moritz Pasch (1843–1930), Mathematiker - Étienne Laspeyres (1834–1913), Nationalökonom und Statistiker - Eberhard Schrader (1836–1908), Orientalist - Oskar von Bülow (1837–1907), deutscher Jurist und Rechtswissenschaftler - Wilhelm Conrad Röntgen (1845–1923), Professor der Physik, Nobelpreisträger - Otto Behaghel (1854–1936), Germanist - Julius Geppert (1856–1937), Pharmakologe - Wilhelm Sievers (1860–1921), Professor der Geographie, Forschungsreisender - Friedrich Engel (1861–1941), Professor der Mathematik - Paul Drude (1863–1906), Professor der Physik - Wilhelm Wien (1864–1928), Professor der Physik, Nobelpreisträger - Paul Kahle (1875–1964), Orientalist - Kurt Koffka (1886–1941), Psychologe - Hans Lorenz Stoltenberg (1888–1963), Soziologe - Walther Bothe (1891–1957), Professor der Physik, Nobelpreisträger - Christian Gerthsen (1894–1956), Professor der Physik - Bernhard Grzimek (1909–1987), Tierarzt, Tierfilmer, Autor und Herausgeber von Tierbüchern - Friedrich Hartmut Dost (1910–1985), Kinderarzt, Begründer der Pharmakokinetik - Anne-Eva Brauneck (1910–2007), Kriminologin, erste Strafrechtsprofessorin Deutschlands - Dietrich von Denffer (1914–2007), Botaniker, Lehrbuchautor, Gründungsdekan der Naturwissenschaftlich-Philosophischen Fakultät und des Fachbereiches Biologie - Helmut Ridder (1919–2007), Verfassungsrechtler, Juraprofessor - Horst-Eberhard Richter (1923–2011), Psychoanalytiker - Rudolf Hoppe (1922–2014), Chemieprofessor (synthetisierte 1962 als erster die erste binäre Edelgasverbindung XeF2) - Odo Marquard (1928–2015), Philosoph - Arthur Scharmann (1928–2012), Physiker - Reginald Gruehn (1929–2002), Professor für Anorganische und Analytische Chemie - Joachim Werner Dudeck (1932–2010), Professor der Medizinischen Informatik - Hans-Joachim Weimann (1932–2012), Professor für Forstliche Planung - Fritz Lampert (* 1933), Mediziner (Professor für Pädiatrie), Gründer der Tour der Hoffnung - Peter Moraw (1935–2013), Historiker - Konstantinos Simitis (1936–2025), Professor für Handels- und Bürgerliches Recht an der JLU, griechischer Ministerpräsident - Dieter Beckmann (1937–2012), erster Inhaber des Lehrstuhls für Medizinische Psychologie - Bernulf Kanitscheider (1939–2017), Philosoph und Wissenschaftstheoretiker - Wolf Oschlies (* 1941), Professor für Osteuropakunde - Brun-Otto Bryde (* 1943), Juraprofessor, Richter des Bundesverfassungsgerichts - Albrecht Beutelspacher (* 1950), Mathematikprofessor, Gründer des Mathematikums - Claus Leggewie (* 1950), Politikprofessor - Wolfgang Sander (* 1953), Erziehungswissenschaftler - Ulrich Horstmann (* 1949), Literaturwissenschaftler und Schriftsteller - Heiner Goebbels (* 1952), Komponist und Theaterregisseur, Professor am Institut für Angewandte Theaterwissenschaft - Peter Winker (* 1965), Ökonometriker, Professor für Statistik und Ökonometrie → siehe auch: Kategorie der Hochschullehrer an der Universität Gießen - Johann Konrad Dippel (1673–1734), pietistischer Theologe und Alchemist; Vorbild für Frankenstein? - Johann Jacob Dillen (1684–1747), Botaniker - Friedrich Christian Laukhard (1757–1822), Theologe und politischer Schriftsteller - Ludwig Börne (1786–1837), Dichter, studierte in Gießen - Wilhelm Snell (1789–1851), Jurist und radikalliberaler Politiker - Friedrich Ludwig Weidig (1791–1837), Protagonist des Vormärz - Karl Follen (1796–1840), Gelehrter, Schriftsteller und radikaler Demokrat des Vormärz - Jacob Ludwig Theodor Reh (1801–1868), Präsident der Frankfurter Nationalversammlung - Georg Gottfried Gervinus (1805–1871), Historiker - Samuel Adler (1809–1891), deutsch-amerikanischer Rabbiner - Wilhelm Büchner (1816–1892), Liebigschüler und Fabrikant - August Wilhelm von Hofmann (1818–1892), Chemiker - Jacob Volhard (1834–1910), Schüler Liebigs und Vater von Franz Volhard - Ludwig Büchner (1824–1899), Arzt und Philosoph - Gustav Baist (1824–1914), evangelischer Pfarrer, Gründer mehrerer Raiffeisenkassen in Franken - Ernst Hoffmann (1827–1877), Anatom, Rektor der Universität Basel - August Kekulé (1829–1896) - Georg Christian Stiebeling (1830–1895), deutsch-amerikanischer Arzt, Sozialist - Emil Erlenmeyer (1845–1850, mit Unterbrechung), Chemiker - Dora Fabian, geb. Heinemann - Willy Moog (1888–1935), Philosoph und Pädagoge - Oswald Adolph Kohut (1901–1977), Abgeordneter der FDP - Walter Mandler (1922–2005), Optik-Konstrukteur für Leica - Gottfried Münzenberg (1940–2024), Physiker, Hochschullehrer, Entdecker neuer Elemente, Professur in Physik an der Johannes-Gutenberg-Universität in Mainz (bis 2005) - Alexander Gauland (* 1941), Politiker (AfD) - Winfried Franzen (* 1943), Philosoph - Claus P. W. Zebitz (* 1950), Biologe und Phytomediziner - Günter Ollenschläger (* 1951), Leiter des Ärztlichen Zentrums für Qualität in der Medizin 1995–2014 - Brigitte Zypries (* 1953), ehemalige Bundesjustizministerin - Frank-Walter Steinmeier (* 1956), amtierender Bundespräsident (Deutschland) - Harald Lesch (* 1960), Physiker - René Pollesch (1962–2024), Dramatiker und Regisseur - Michael Hüther (* 1962), Direktor des Instituts der deutschen Wirtschaft - Tim Staffel (* 1965), Autor - Christian Zörb (* 1966), Pflanzenphysiologe - Boris Nikitin (* 1979), Theaterregisseur - Rimini Protokoll (1969/1972), Künstlerkollektiv - Tuğçe Albayrak (1991–2014), Lehramtsstudentin, Todesopfer eines Gewaltverbrechens aufgrund ihrer Zivilcourage - Saskia Hennig von Lange (* 1976), Schriftstellerin - Ali Can (* 1993), Sozialaktivist - Karl Ludwig Wilhelm von Grolman (1775–1829), Kanzler der Universität Gießen - Franz Joseph Freiherr von Arens (1779–1855), Kanzler der Universität Gießen - Der französische Revolutionsgeneral Jean-Baptiste Bernadotte erhielt am 17. Dezember 1798 die Ehrendoktorwürde der Philosophie. 1818 bestieg er als Karl XIV. Johann den schwedischen Thron. - Der Entomologe Heinrich Friese wurde 1907 Ehrendoktor. - Kaspar Elm erhielt 1997 die Ehrendoktorwürde. | | |